# سیکورسکی سی‌اچ-۳۷ موجاوه
سیکورسکی سی‌اچ-۳۷ موجاوه (به انگلیسی: Sikorsky CH-37 Mojave) یک بالگرد ساختِ کارخانهٔ سیکورسکی در کشور ایالات متحده آمریکا است. نخستین استفاده‌کنندهٔ این بالگرد نیروی زمینی ایالات متحده آمریکا بوده‌است. این بالگرد برای نخستین بار در ۱۹۵۳ میلادی مورد استفاده قرار گرفت.